# Blaignan
Blaignan est une commune déléguée de Blaignan-Prignac située dans le Sud-Ouest de la France, dans le département de la Gironde, en région Nouvelle-Aquitaine.

## Géographie

### Localisation
Commune du Médoc située à 5 km à l'est de Lesparre-Médoc.

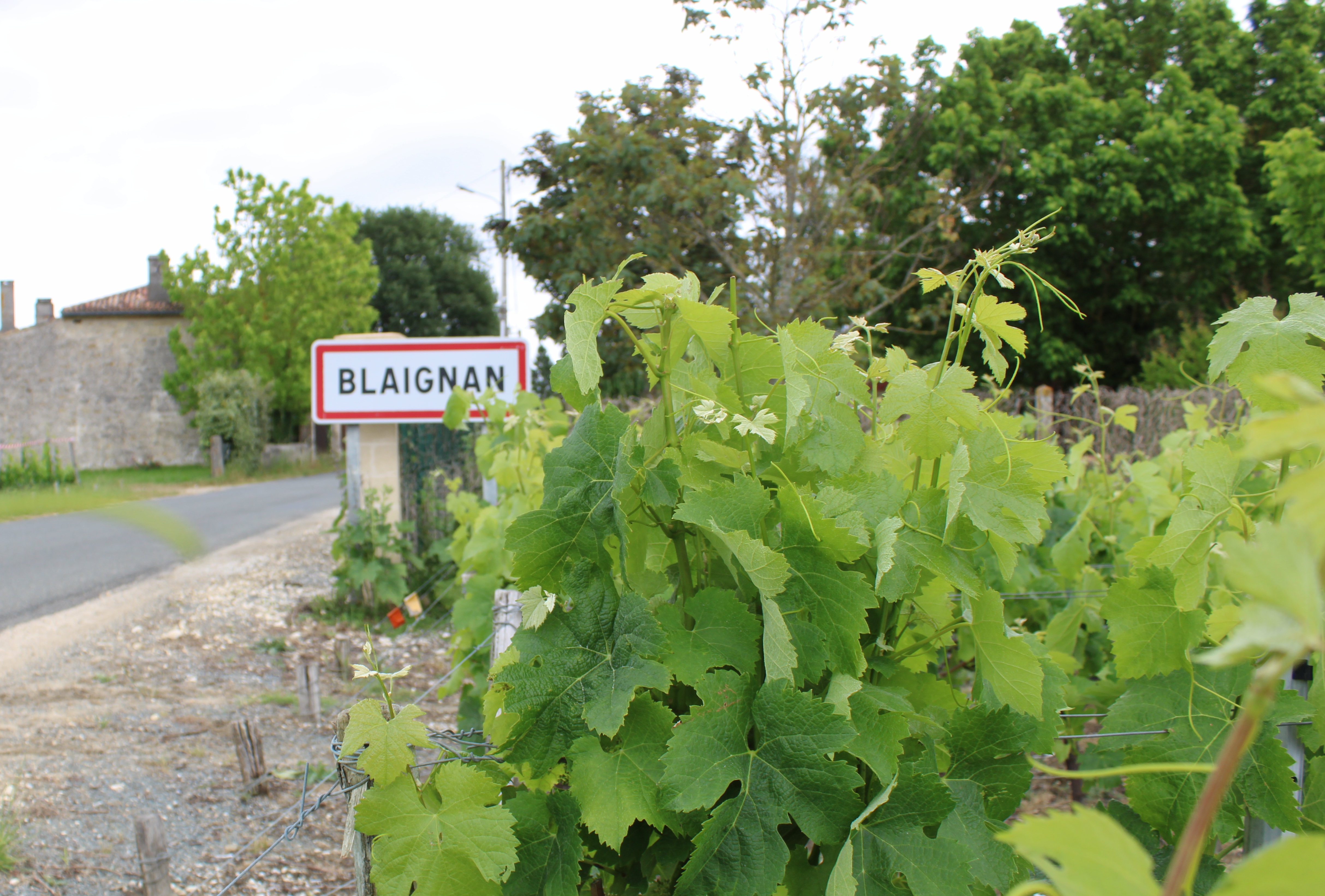
Entrée du village.

### Hameaux et lieux-dits
Le « chef-lieu » de la commune, c'est-à-dire le lieu où se trouve la mairie, est en fait le bourg de Caussan, qui accueille également l'église. Le site de Blaignan, situé plus au sud, était un château ruiné au Moyen Âge.
| - OpenStreetMap Limite communale |

### Communes limitrophes
| Civrac-en-Médoc                     |          | Couquèques           |
| Prignac-en-Médoc (Blaignan-Prignac) | Blaignan | Saint-Yzans-de-Médoc |
| Lesparre-Médoc (par un quadripoint) | Ordonnac |                      |

## Histoire
Le 1er janvier 2019, elle fusionne avec Prignac-en-Médoc pour constituer la commune nouvelle de Blaignan-Prignac dont la création est actée par un arrêté préfectoral du 1er octobre 2018.

## Politique et administration

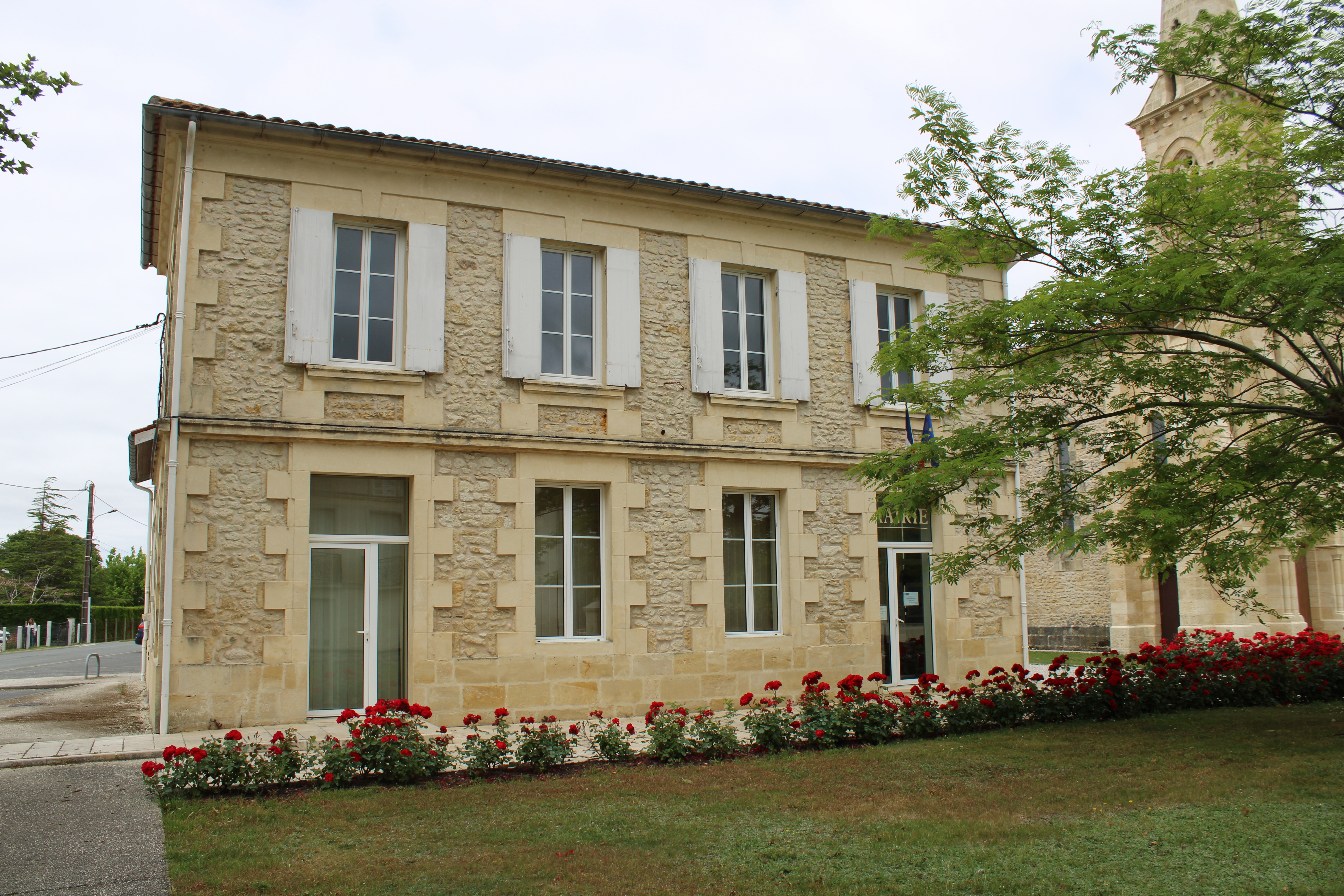
La mairie.

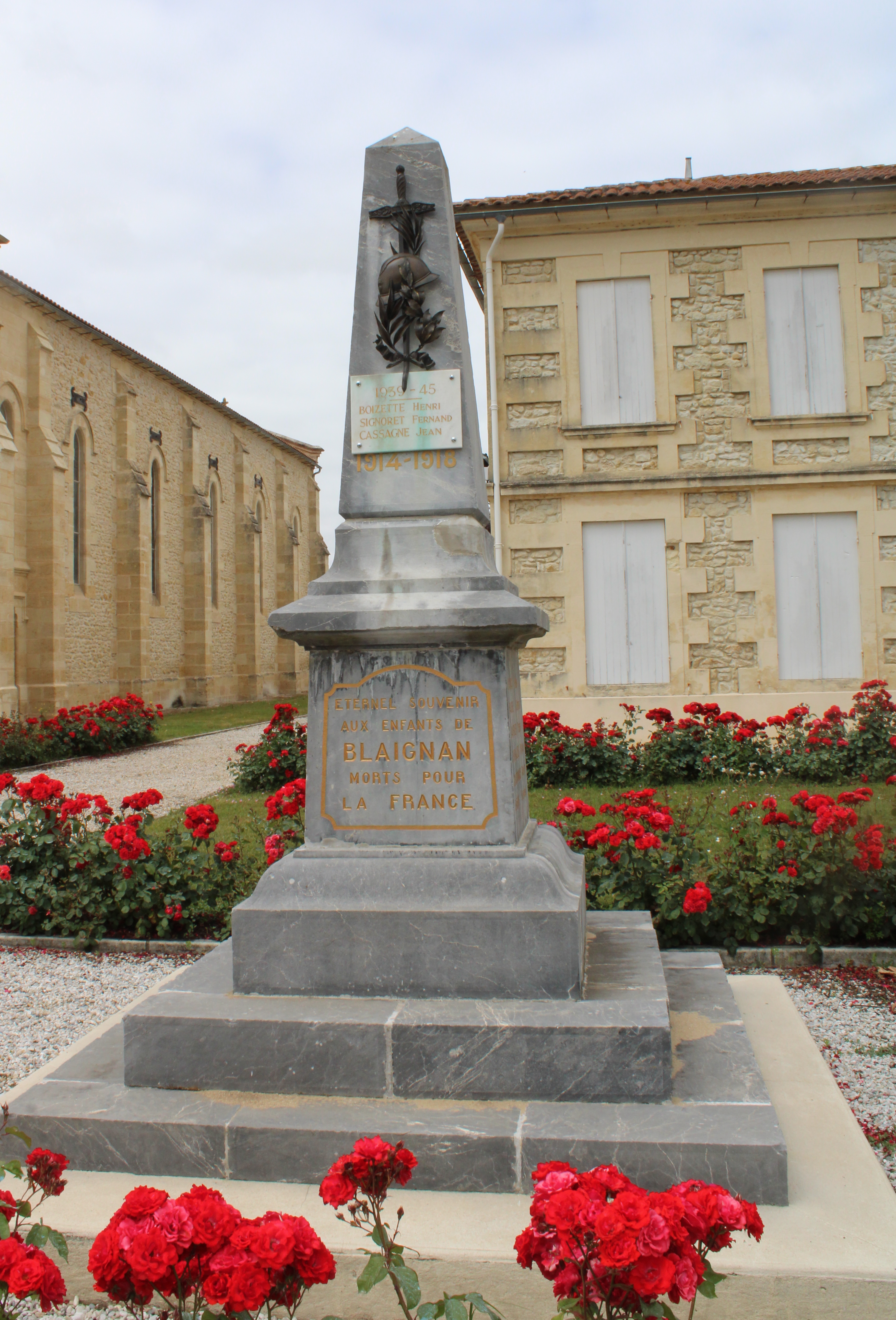
Le monument aux morts.

| Période                                  | Période  | Identité           | Étiquette | Qualité              |
| ---------------------------------------- | -------- | ------------------ | --------- | -------------------- |
| Les données manquantes sont à compléter. |          |                    |           |                      |
| mars 2001                                | En cours | Christian Benillan |           | Agriculteur retraité |

## Démographie
Les habitants sont appelés les Blaignanais.
L'évolution du nombre d'habitants est connue à travers les recensements de la population effectués dans la commune depuis 1793. Pour les communes de moins de 10 000 habitants, une enquête de recensement portant sur toute la population est réalisée tous les cinq ans, les populations de référence des années intermédiaires étant quant à elles estimées par interpolation ou extrapolation. Pour la commune, le premier recensement exhaustif entrant dans le cadre du nouveau dispositif a été réalisé en 2005.

En 2016, la commune comptait 263 habitants, en évolution de +9,58 % par rapport à 2010 (Gironde : +6,91 %, France hors Mayotte : +2,11 %).
| 1793 | 1800 | 1806 | 1821 | 1831 | 1836 | 1841 | 1846 | 1851 |
| ---- | ---- | ---- | ---- | ---- | ---- | ---- | ---- | ---- |
| 369  | 356  | 369  | 408  | 380  | 400  | 351  | 343  | 312  |

| 1856 | 1861 | 1866 | 1872 | 1876 | 1881 | 1886 | 1891 | 1896 |
| ---- | ---- | ---- | ---- | ---- | ---- | ---- | ---- | ---- |
| 338  | 393  | 397  | 414  | 389  | 422  | 342  | 325  | 352  |

| 1901 | 1906 | 1911 | 1921 | 1926 | 1931 | 1936 | 1946 | 1954 |
| ---- | ---- | ---- | ---- | ---- | ---- | ---- | ---- | ---- |
| 358  | 345  | 330  | 346  | 353  | 286  | 297  | 280  | 249  |

| 1962 | 1968 | 1975 | 1982 | 1990 | 1999 | 2005 | 2006 | 2010 |
| ---- | ---- | ---- | ---- | ---- | ---- | ---- | ---- | ---- |
| 210  | 207  | 254  | 258  | 234  | 239  | 218  | 217  | 240  |

| 2015 | 2016 | - | - | - | - | - | - | - |
| ---- | ---- | - | - | - | - | - | - | - |
| 260  | 263  | - | - | - | - | - | - | - |

## Économie
- Fabrication et vente des Noisettines du Médoc, une spécialité artisanale à base de noisettes qui s'inspire d'une recette du XVIIe siècle[8].
- Viticulture : vins d'appellation d'origine contrôlée (médoc, bordeaux)

## Culture locale et patrimoine

### Lieux et monuments
- L'église Saint-Pierre, du XIXe siècle, est de style néo-classique[9].
- Plusieurs propriétés viticoles : château La Cardonne, château de Blaignan, château Tour Haut-Caussan, château Ramafort, château Lagorce, château Grivière, château Taffard, etc.

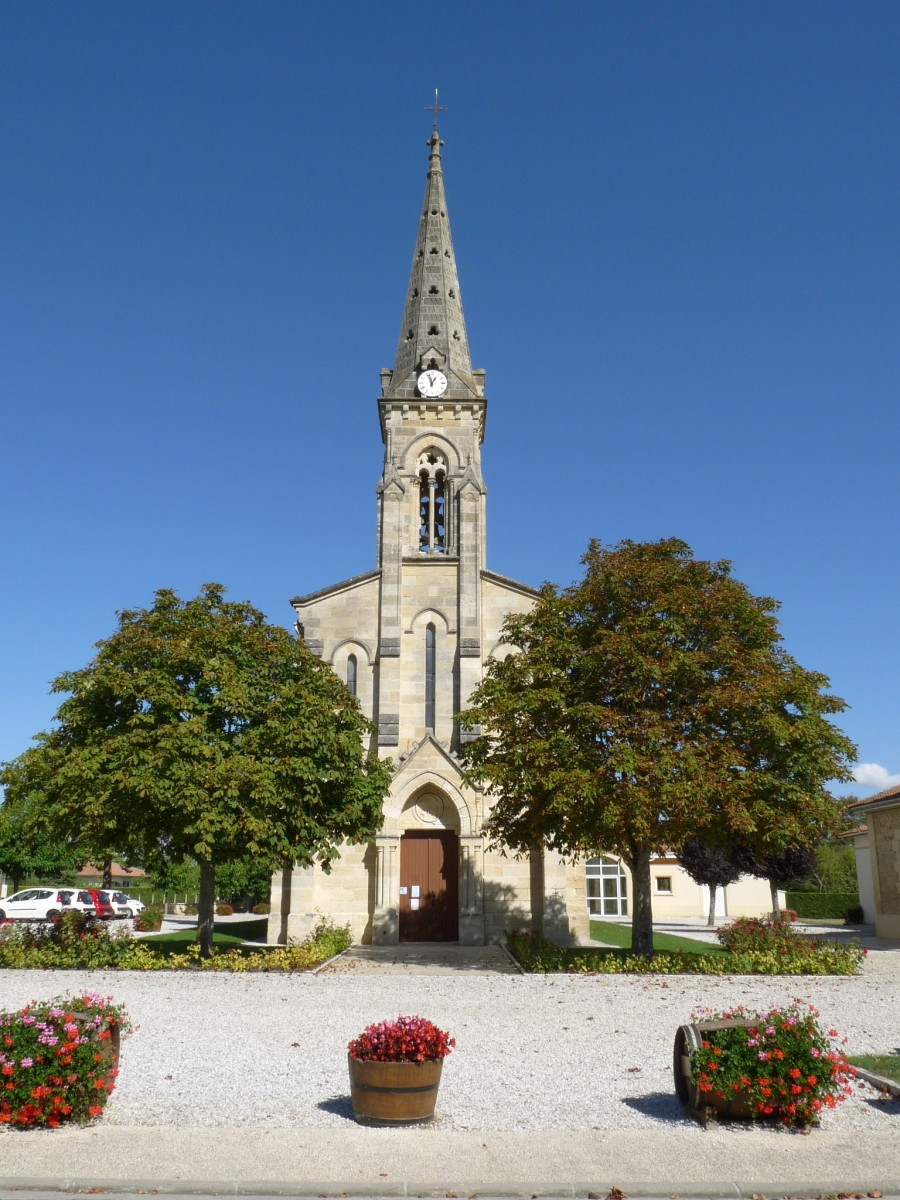
L'église Saint-Pierre.
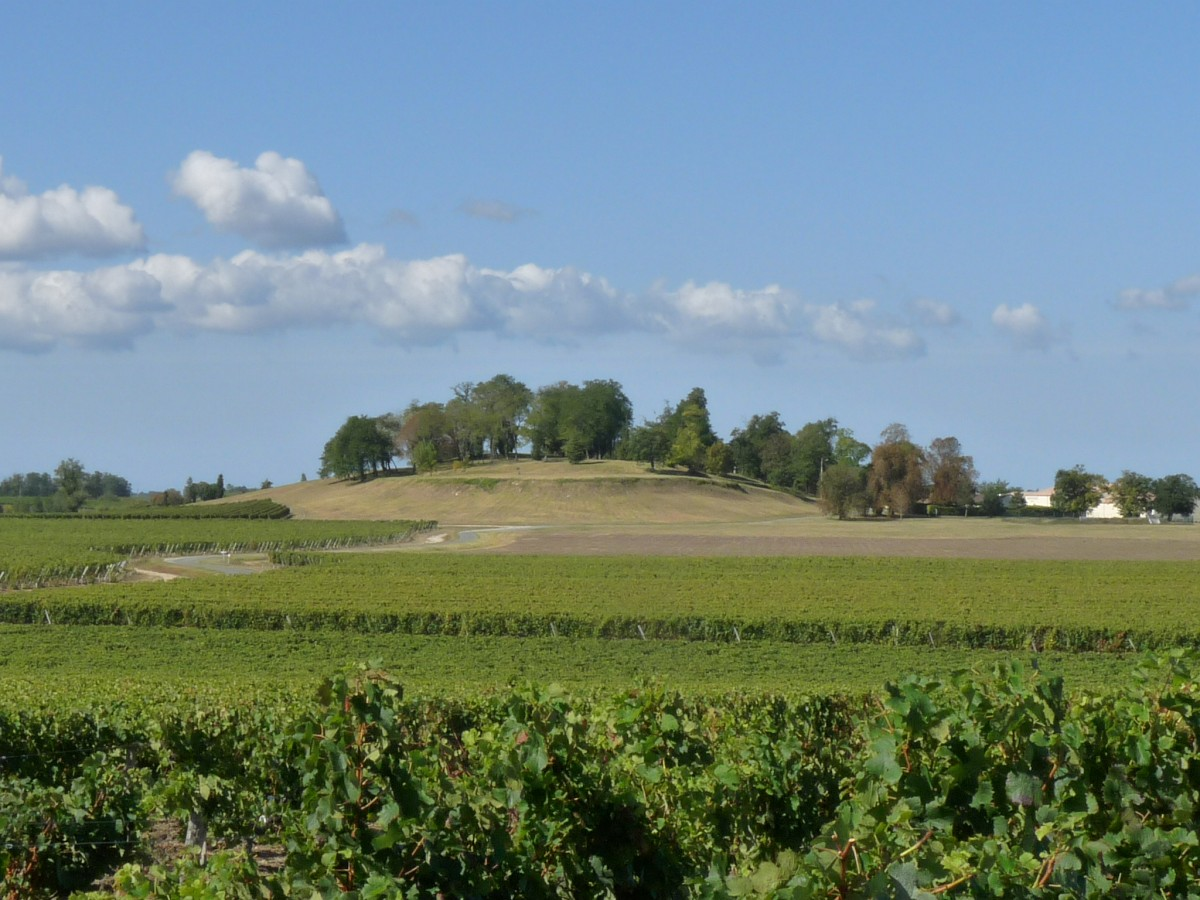
Site de l'ancien château de Blaignan.
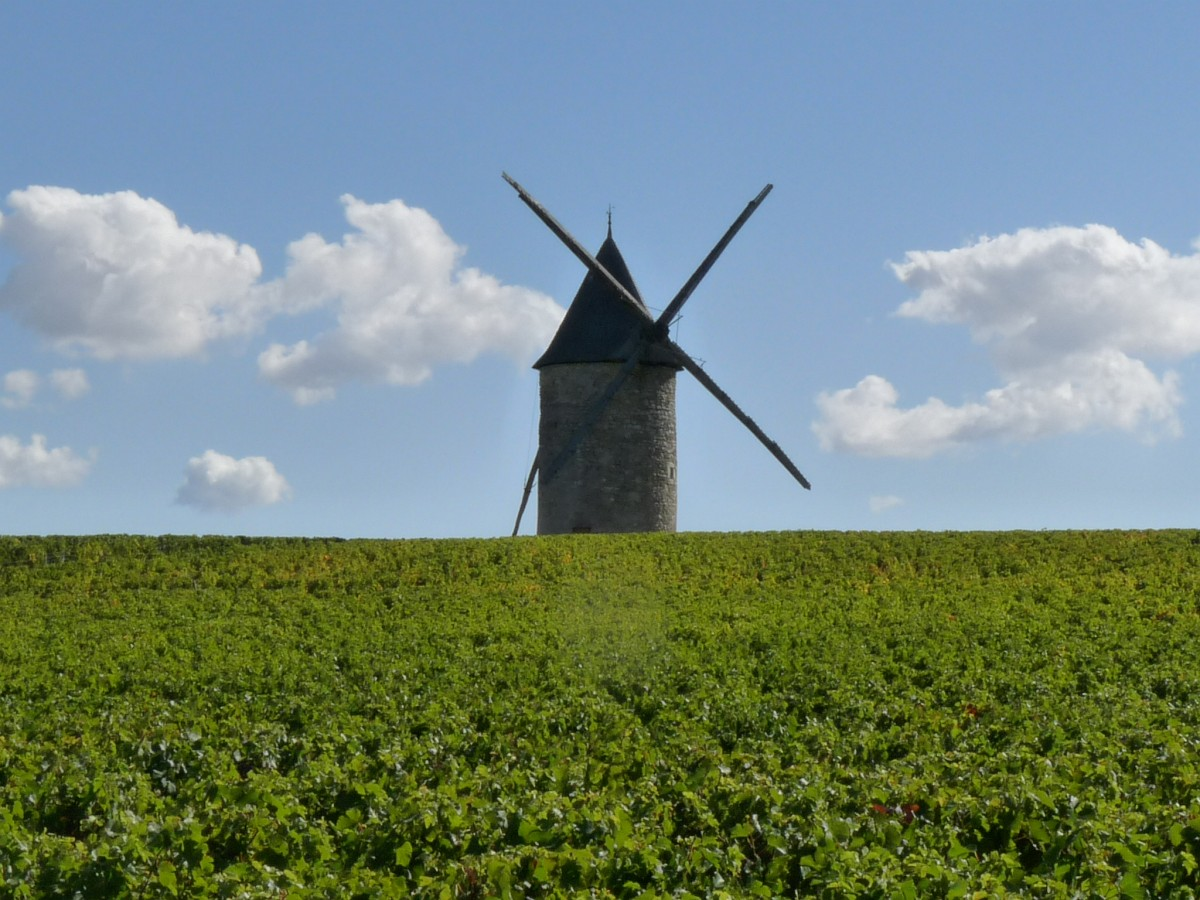
Moulin à vent dans la campagne.
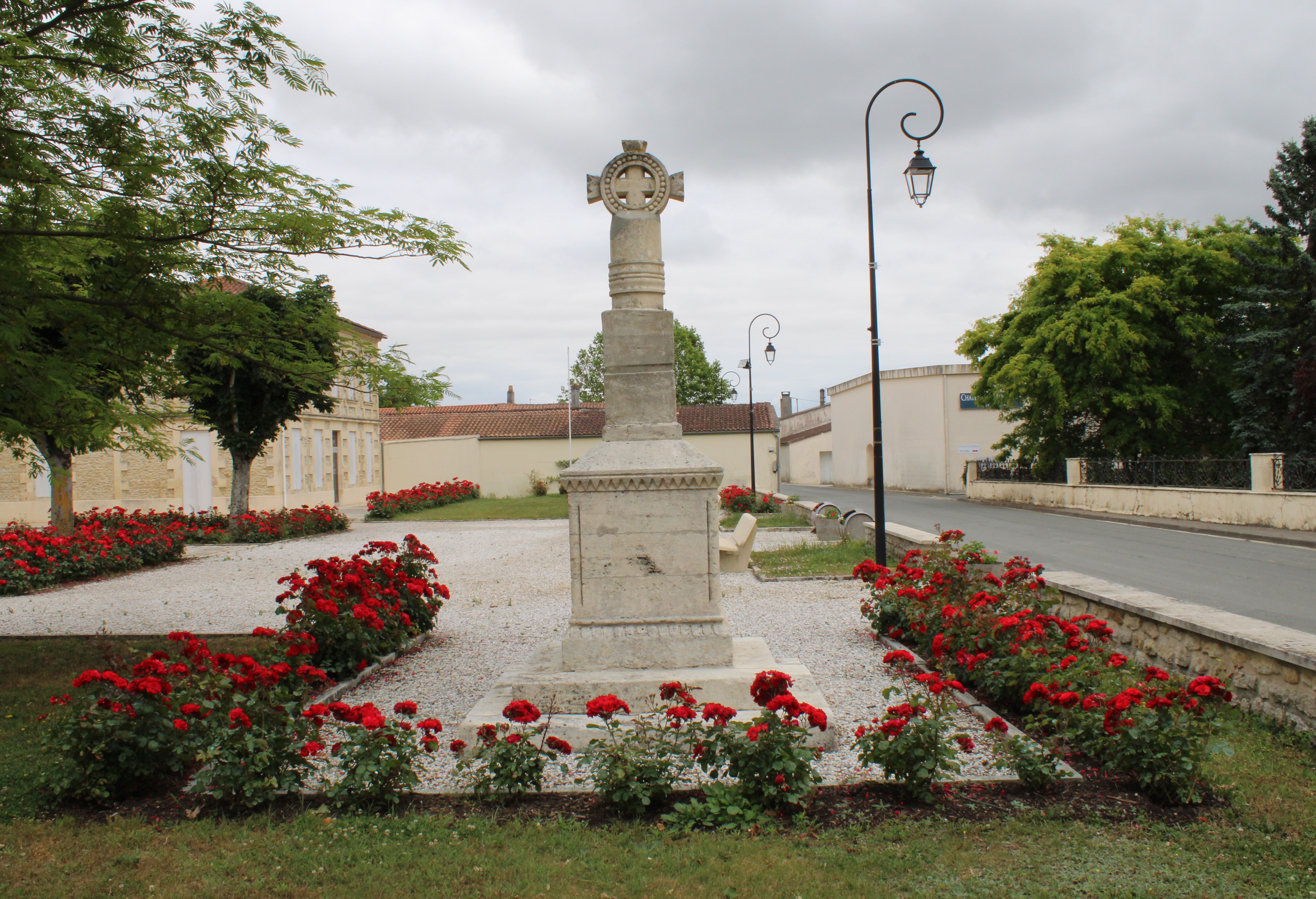
Croix de chemin.